# Вижоїл
Вижої́л (Вижоїла; рос. Выжоил) — присілок в Якшур-Бодьїнському районі Удмуртії, Росія.
Населення — 200 осіб (2012; 200 в 2010).

## Історія
Присілок заснований 1755 року. 1910 року в ньому була відкрита земська початкова школа.

## Урбаноніми[4]
- вулиці — імені С. Ф. Гусєва, Ключова, Молодіжна, Нова